# 凌立
凌立（1520年—1578年），字子中，號雙橋，浙江杭州府錢塘縣人，民籍，明朝政治人物。

## 生平
嘉靖十六年（1537年）丁酉科浙江鄉試第三十一名舉人。嘉靖三十二年（1553年）中式癸丑科會試第二百五十名，二甲第九十九名進士。礼部观政，授刑部主事，历任员外、郎中，出知建昌府，罢归。萬曆六年（1578年）母亲去世，深为哀痛，数月後亦卒。

## 著作
著有《春游紀盛集》，与其兄郭樂泉西湖唱和之作。

## 家族
曾祖凌高，衛知事；祖父凌恩；父凌桂，贈刑部主事；母張氏（旌表節婦）（1491年-1578年），封太安人。子凌登名，隆慶舉人；凌登瀛，隆慶進士。